# Iddensen
Iddensen (plattdeutsch Jiddens) ist ein Dorf im nördlichen Niedersachsen in der Gemeinde Rosengarten im Landkreis Harburg. Die Einwohnerzahl beträgt 455 inkl. Ortsteil Hinteln (Stand: 1. Januar 2008). Der niederdeutsche Name Jiddens leitet sich von früheren Ortsnamen ab. Im Ämteratlas des Fürstentums Lüneburg von Johannes Mellinger um das Jahr 1600 lautet der Name der Ortschaft Jiddensen. In der Kurhannoversche Landesaufnahme (entstanden 1764–1784) wird die Ortschaft als Jeddensen vermerkt.
Freizeitinstitutionen wie einen Sport- oder Schützenverein gibt es nicht. Die einzige Organisation, die auch das dörfliche Geschehen stark beeinflusst, ist die Freiwillige Feuerwehr (zurzeit 38 Mitglieder, davon 31 Aktive). Sie wurde im Jahr 1934 gegründet. Die Jugendfeuerwehr wurde 1977 gegründet und ist bis heute überdurchschnittlich erfolgreich auf Gemeinde- und Kreisebene. Die Freiwillige Feuerwehr kann durchaus als Initiator der dörflichen Aktivitäten angesehen werden und hat eine hohe gesellschaftliche Funktion innerhalb der Ortschaft.
Ortsvorsteher ist Steffen Heuer.
Am 1. Juli 1972 wurde Iddensen in die Gemeinde Nenndorf eingegliedert. Der Name dieser Gemeinde wurde am 18. Juli 1973 amtlich in Rosengarten geändert. Iddensen ist die kleinste Ortschaft innerhalb der Gemeinde Rosengarten. Der Ortsteil Hinteln ist örtlich kaum vom übrigen Dorf abzugrenzen. Er wird in der Gemeindeverwaltung dennoch als separater Ortsteil dokumentiert. Bis heute ist Iddensen verhältnismäßig stark landwirtschaftlich geprägt, trotz vieler Neubaugebiete in den letzten Jahren.

## Wappen
Das Iddensener Ortswappen stellt eine blaue Mühle auf gelbem Hintergrund dar, umringt von jeweils 2 × 3 roten Herzen. Das Wappen ist auf der Seite der Traktorfreunde Iddensen (LINK siehe unten) zu sehen. Die Mühle symbolisiert die ehemalige Iddensener Windmühle (Mühlentyp „Holländer“). Sie stand an der Straße „Iddensener Mühlenweg“ auf einer heute landwirtschaftlich genutzten Ackerfläche. Am 12. August 1912 brannte sie vollständig nieder und wurde nicht wieder errichtet. Die sechs roten Herzen symbolisieren die sechs größten Hofanlagen in Iddensen, die den Kern des alten Dorfes bilden.